# José María Vigil

José María Vigil

José María Vigil CMF (* 1946 in Saragossa) ist ein spanischer Befreiungstheologe, der in Panama lebt. Er ist für seine Aktivitäten im Internet, seine Arbeit für die Vereinigung der Dritt-Welt-Theologen, für seine Arbeiten zur Spiritualität und seit einigen Jahren für die Auseinandersetzung mit der Theologie des religiösen Pluralismus bekannt.

## Leben
Vigil studierte Theologie in Salamanca und Rom, sowie Psychologie in Salamanca, Madrid und Managua. Er gehört der Kongregation der Claretiner-Missionare an und wurde 1971 zum Priester geweiht. Er betreut das im spanischsprachigen Raum wichtige Internetportal Servicios Koinonia, gibt das Jahrbuch Agenda Latinoamericana heraus und leitet die theologische Kommission von EATWOT.
2008 veröffentlichte die Glaubenskommission der spanischen Bischofskonferenz eine „Nota“ mit Kritik an einem Buch zur Theologie des religiösen Pluralismus.

## Werke
- La opción por los pobres (presencia teológica 64), Santander: Sal Terrae 1991
- ¿Qué queda de la opción por los pobres?, in: Christus 58 (1993) 6 [667], 7-19 y en: RELaT 6
- La opción por los pobres. Evaluación crítica, in: RELaT 112; deutsch in: Fornet-Betancourt: Raul (Hrsg.): Befreiungstheologie: Kritischer Rückblick und Perspektiven für die Zukunft, Mainz: Grünewald 1997, Bd. II, 95-112
- ¿Cambio de paradigma en la Teología de la Liberación?, in: RELaT 177
- Spiritualität und Pluralität der Religionen, in: Concilium 43 (2007) 110–116
- Mission ist Dialog, nur Dialog, in: Klaus Krämer / Klaus Vellguth (Hrsg.): Mission und Dialog: Ansätze für ein kommunikatives Missionsverständnis (Theologie der Einen Welt 1) Freiburg: Herder 2012, 31-43
- Teología del pluralismo religioso. Curso sistemático de Teología Popular, Ediciones El Almendro, Córdoba 2005; 
  - deutsche Übersetzung: Theologie des religiösen Pluralismus: Eine lateinamerikanische Perspektive, Innsbruck: Tyrolia 2013
- „Das christliche Zeugnis in einer multireligiösen Welt“. Eine kritische Analyse des Dokuments, in: Klaus Krämer / Klaus Vellguth (Hrsg.): Christliches Zeugnis in einer multireligiösen Welt. Eine Einladung zum Dialog (Theologie der Einen Welt 16) Freiburg: Herder 2020, 113-124
- Zusammen mit Pedro Casaldáliga: Espiritualidad de la liberación, Guatemala; Managua: Lascasiana 1993